# Hospital de Torrejón
El Hospital Universitario de Torrejón (HUT) está situado en la calle Mateo Inurria, 1  (Soto del Henares) de Torrejón de Ardoz. Está adscrito al Servicio Madrileño de Salud Dirección Asistencial Este de la Comunidad de Madrid.

## Características

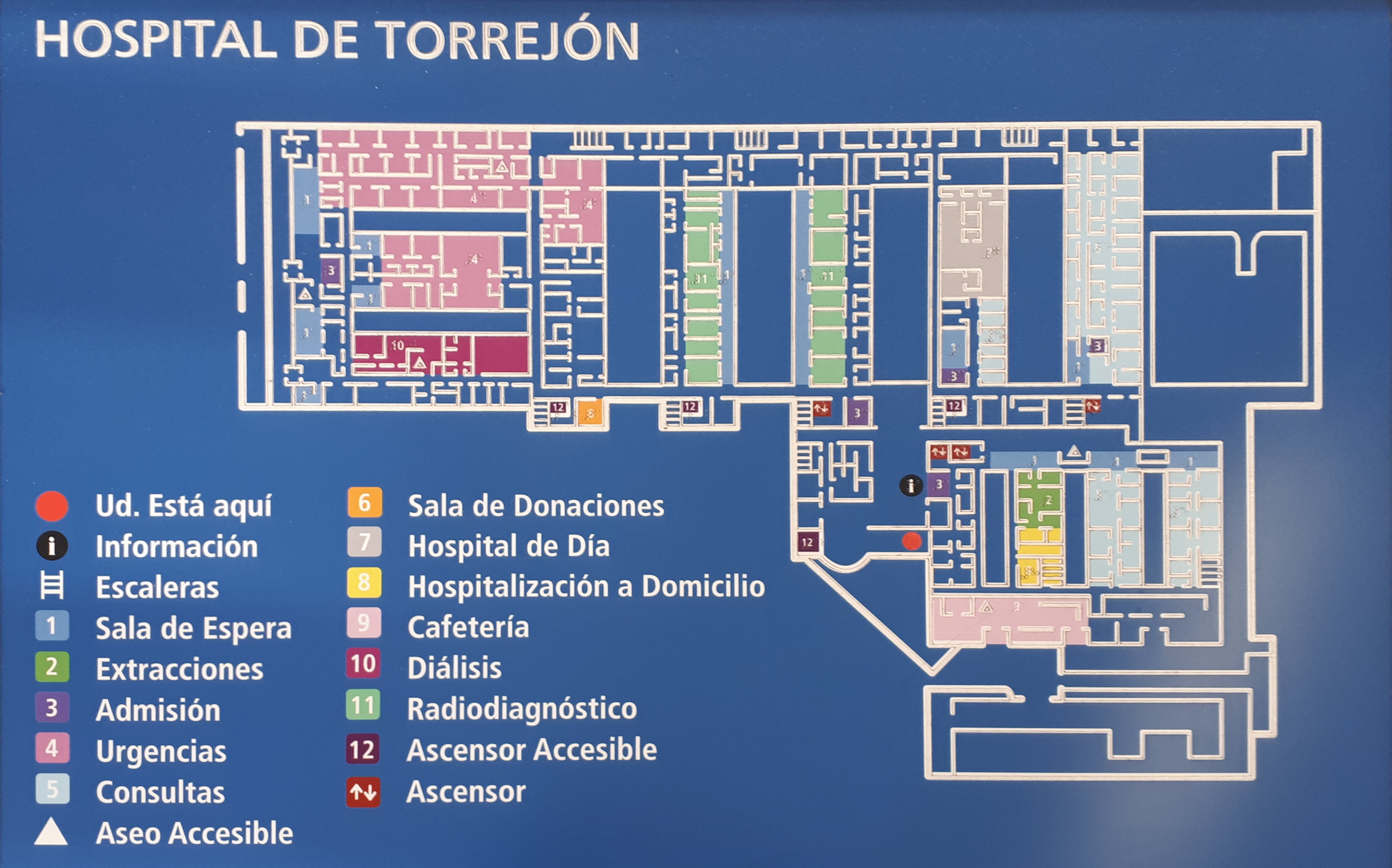
Plano general de las instalaciones del Hospital de Torrejón.

Se inauguró el 21 de septiembre de 2011 y forma parte de la Dirección Asistencial Este del SERMAS, junto al Hospital Universitario Príncipe de Asturias de Alcalá de Henares y al Hospital Ramón y Cajal de Madrid. 
Pertenece al Servicio Madrileño de Salud y por tanto está sostenido con fondos públicos, pero está gestionado íntegramente por Ribera Salud, que ya lo gestionó desde sus inicios, tras un periodo de tiempo intermedio en el que fue gestionado por Sanitas Hospitales.
Este centro sanitario cuenta con 250 camas, 10 quirófanos, una unidad de radioterapia, 10 salas de dilatación y parto, 16 puestos de diálisis, 83 puestos de atención de urgencias, entre otras dependencias; distribuidos en una superficie de 60.000 m². 
El nuevo hospital de Torrejón de Ardoz, está en el límite del casco urbano, y tuvo cabida dentro del Plan Parcial "Soto del Henares". La parcela asignada, finca E-5, fue aprobada en 2001 por el Ayuntamiento. El proyecto, realizado en colaboración con Árgola Arquitectos, consta de tres agrupaciones de edificios principales articulados sobre dos ejes de circulación. Los Servicios Generales y de Hostelería, se encuentran en semisótano con áreas de carga y descarga independientes. Y una galería que se sitúa por debajo del nivel del semisótano, que es la que facilita la distribución desde las Centrales de Energía. 

### Población asignada
Su cobertura de asistencia sanitaria abarca los municipios de Ajalvir, Daganzo de Arriba, Fresno de Torote, Ribatejada y Torrejón de Ardoz, con una población aproximada de 160.000 habitantes.

## Accesos

### Por carretera
Tiene accesos a través de la A-2. El hospital cuenta con un aparcamiento subterráneo de pago, uno en superficie gratuito para urgencias y diálisis, y otro en altura de 584 plazas.

### En bus
Prestan servicio al hospital las siguientes líneas interurbanas, operadas por ALSA:
| Línea | Recorrido                                          |
| ----- | -------------------------------------------------- |
| 224   | Madrid (Avenida de América) - Torrejón de Ardoz    |
| 251   | Torrejón de Ardoz - Valdeavero - Alcalá de Henares |

También prestan servicio las siguientes líneas urbanas:
| Línea | Recorrido           |
| ----- | ------------------- |
| 1A    | Circular Torrejón A |
| 1B    | Circular Torrejón B |

### En tren
A cinco minutos del centro hospitalario se encuentra la estación de Soto del Henares, en la avenida de Jorge Oteiza, que tiene conexión con varias líneas de Cercanías Madrid.

## Servicios
Especialidades médicas
- Alergología
- Aparato Digestivo
- Cardiología
- Endocrinología y Nutrición
- Geriatría
- Hematología y Hemoterapia
- Medicina interna
- Nefrología
- Neumología
- Neurología
- Oncología Médica
- Psiquiatría
- Rehabilitación
- Reumatología

Especialidades quirúrgicas
- Angiología y Cirugía Vascular
- Cirugía general y digestiva
- Cirugía torácica
- Dermatología
- Oftalmología
- Otorrinolaringología
- Traumatología y Cirugía Ortopédica
- Urología

Especialidades materno-infantiles
- Neonatología
- Obstetricia y Ginecología
- Pediatría

Servicios centrales
- Análisis Clínicos
- Anatomía Patológica
- Anestesiología y Reanimación
- Banco de Sangre
- Farmacia Hospitalaria
- Radiología Convencional e Intervencionista.

## Actividades
En 2015, el Hospital de Torrejón, inició la actividad denominada "Camino Cervantes". Consiste en realizar 21 rutas por los pueblos del Corredor del Henares. El objetivo del Camino de Cervantes es fomentar hábitos saludables y el ejercicio físico para prevenir la aparición de enfermedades y mejorar nuestro estado de salud y calidad de vida. Se realizan una media de 2 rutas cada mes, y al término de cada etapa se celebra en el municipio de llegada, eventos socioculturales, así como la celebración de distintas campañas de prevención y promoción de la salud.